# علی زرنگار
علی زرنگار نویسنده تئاتر و سینما، کارگردان، عکاس، شاعر، مدرس فیلمنامه‌نویسی است. او تحصیلات دانشگاهی خود را در مقطع کارشناسی در رشته کارگردانی سینما در دانشگاه هنر تهران و در مقطع کارشناسی ارشد در رشته ادبیات نمایشی در دانشگاه تربیت مدرس تهران گذرانده‌است. زرنگار از اعضای رسمی کانون نمایشنامه نویسان و همچنین کانون فیلمنامه نویسان ایران می‌باشد.

## کارنامه
علی زرنگار فعالیت هنری خود را از سال ۱۳۸۰ با ساخت فیلم کوتاهی با نام «کوتاه» آغاز کرد. در ادامه او فیلمهای کوتاه «یادداشت اول» (۱۳۸۳)، «شدن» (۱۳۸۶)، «بود» (۱۳۸۸)، «او» (۱۳۸۸)، «است» (۱۳۸۹) و «همدیگر» (1394)را در کارنامه خود دارد.
در حوزهٔ تئاتر نمایشنامه «عشق اتفاقی نیست که بیافتند» به قلم او و کارگردانی وحید جلیلوند در سال ۱۳۹۰ در تالار وحدت به روی صحنه رفت. از دیگر آثار او در این حوزه می‌توان به نمایشنامه‌هایی چون «زخم و زخمه»، «بهرام را نام مانده به یکی دوال بود مانده جنگ جای. ننگ…»، «پایان» اشاره کرد. نمایشنامه های او با نام «مغول روایتِ کوتاه بالا موحِش مردمانی تنگ‌چشم» که به شیوه کهن نویسی به رشته تحریر درآمده و «بوسیدن پیشانی پیش از مرگ» به قلم وی به صورت محدود به چاپ رسیده است.
در زمینه فیلمنامه‌نویسی او فیلمهای «زندگی با حضور یک دیوار» چهارشنبه ۱۹ اردیبهشت (به همراه وحید جلیلوند و حسین مهکام)، بدون تاریخ، بدون امضاء (به همراه وحید جلیلوند)، مغز استخوان (فیلم)، علت مرگ: نامعلوم را درکارنامه خود دارد که هر یک افتخاراتی برای او به همراه داشته‌اند.

وی همچنین در مقام مشاور فیلمنامه در فیلم سینمایی علفزار (فیلم ۱۴۰۰) مشارکت داشته‌است.
اولین فیلم بلند سینمایی او در مقام کارگردان با نام علت مرگ: نامعلوم در تاریخ پنجم دیماه سال هزار و چهارصد و سه در سینماها اکران شد. شایان توجه است که این فیلم در شرایطی نابرابر به اکران رسید در حالیکه نسبت به دیگر فیلمهای روی پرده کمترین سینماها و سئانسها را به آن اختصاص داده اند. با این وجود بازخورد مثبتی از سوی منتقدین و هنرمندان از جمله رخشان بنی‌اعتماد، شهرام مکری، موسی غنی‌نژاد، عباس امینی و ... در پی داشت.
متن رخشان بنی اعتماد درباره فیلم علت مرگ: نامعلوم بدین شرح است:  خبر کوتاه است: “علت مرگ: نامعلوم” پس از سه سال توقف اکران می‌شود.
خبر در حد یک روزنه‌ی کوچک در وانفسای این دوران پرآشوب و خبرهای هولناک دلگرمت می‌کند. اما وقتی به تماشای فیلم می‌نشینی حکایت دیگری‌ست.
بعد از سال‌ها به انزوا رفتن سینمای اجتماعی، ناظر بر اثری پرقدرت و شریف می‌شوی که امید به زنده ماندن جوهر اندیشه در سینمای مستقل را پیش چشم‌ات می‌آورد. فیلمی با تمام مشخصه‌های واقعی سینما از فیلمنامه و کارگردانی به‌غایت هوشمندانه تا فیلمبرداری و تدوین هم‌سو با موضوع و بازی‌های درخشان مجموعه بازیگران و دل به دریا زدن تهیه‌کننده‌ای که در رقابت با سرمایه‌های بادآورده‌ی میلیاردی با دست خالی شرایط ساخت اثری این‌چنین را فراهم آورده؛ همه و همه در کنار هم، لذت دیدن یک فیلم به‌تمام معنا حرفه‌ای را در جان‌ات جاری می‌کند.
به پاس حمایت از این اثر با ارزش، به‌جاست در نبود امکان تبلیغ فراگیر، هر کدام از ما تماشاگران، یک رسانه باشیم.
رخشان بنی‌اعتماد دی ماه ۱۴۰۳»
همچنین کتابهای مجموعه شعر با نامهای «طوبا تو با کدامین لبت لبخند می‌زنی؟» ، «من بوی رازناکِ هرزه نری کهنه می‌دهم»، «این دوست، نیست همانی که دارمت» و «از پیش پیرهنِ تو می آیم...» از او به صورت محدود به چاپ رسیده است.
علی زرنگار در زمینه عکاسی نیز اقدام به برگزاری نمایشگاه‌های انفرادی و گروهی کرده‌است که از آن جمله می‌توان به نمایش آثار او در گالری کافه عکس سال ۱۳۸۶، گالری سمین ۱۳۸۶، گالری هشت و نیم ۱۳۸۷، گالری سمین (نمایشگاه گروهی) ۱۳۸۷ و نمایشگاه گروهی در سال ۱۳۹۹ اشاره کرد.
اجرای نمایشنامه خوانی نمایشنامه «مغول روایتِ کوتاه بالا موحِش مردمانی تنگ‌ چشم» در خانه هنر مولیان در اسفندماه 1401.
نویسندگی و کارگردانی نمایشنامه خوانی «بوسیدن پیشانی پیش از مرگ» در پاییز 1403 در خانه هنر مولیان.

## جوایز و افتخارات
- راهیابی و رقابت فیلم علت مرگ: نامعلوم در دهمین دوره جشنواره فیلمهای ایرانی جشنواره فیلم زوریخ و کسب جایزه بهترین فیلم در سال 2024.[۷]

- راهیابی و رقابت فیلم علت مرگ: نامعلوم در بخش اصلی پنجاه و هفتمین دوره جشنواره بین‌المللی فیلم هوف در آلمان.[۹]
- برنده جایزه بهترین فیلمنامه خارجی «جایزه بیلی وایلدر» برای فیلمنامه مغز استخوان (فیلم) از جشنواره بین المللی ایماگو ایتالیا در سال 2023.
- نامزد جایزه بهترین فیلم برای فیلم علت مرگ: نامعلوم در بخش استعدادهای جدید آسیااز بیست و پنجمین دوره جشنواره فیلم شانگهای.https://www.irna.ir
- نامزد جایزه بهترین کارگردان برای فیلم علت مرگ: نامعلوم در بخش استعدادهای جدید آسیا از بیست و پنجمین جشنواره فیلم شانگهای.
- نامزد سیمرغ بلورین بهترین فیلمنامه اول در سی و سومین جشنواره فیلم فجر برای فیلم چهارشنبه ۱۹ اردیبهشت
- نامزد سیمرغ بلورین بهترین فیلمنامه (به همراه وحید جلیلوند) از سی و پنجمین دوره جشنواره فیلم فجر برای فیلم بدون تاریخ، بدون امضاء
- نامزد جایزه بهترین فیلمنامه در یازدهمین دوره جشن منتقدان و نویسندگان سینمایی برای فیلم بدون تاریخ، بدون امضاء
- برنده جایزه بهترین فیلمنامه در بیست و هفتمین دوره جشنواره فیلم استکهلم برای فیلم بدون تاریخ، بدون امضاء
- برنده جایزه بهترین فیلمنامه در بیستمین دوره جشن خانه سینما برای فیلم بدون تاریخ، بدون امضاء
- برنده جایزه بهترین فیلمنامه در نخستین دوره جایزه آکادمی سینماسینما برای فیلم بدون تاریخ، بدون امضاء
- نامزد سیمرغ بلورین بهترین فیلمنامه در سی و هشتمین جشنواره فیلم فجر برای فیلم مغز استخوان (فیلم)
- برنده بهترین فیلمنامه برای فیلم مستند استنساخ از جشنواره فیلمهای ایرانی سانفرانسیسکو[۱۰]
- برنده دیپلم افتخار بهترین فیلم و بهترین فیلمنامه از بیست و ششمین جشنواره فیلم کوتاه تهران برای فیلم «شدن»[۱۱]